# La Chanson de l'année
 (août 2012).
Si vous disposez d'ouvrages ou d'articles de référence ou si vous connaissez des sites web de qualité traitant du thème abordé ici, merci de compléter l'article en donnant les références utiles à sa vérifiabilité et en les liant à la section « Notes et références ».
La Chanson de l'année est une émission de télévision musicale produite par DMLS TV et diffusée sur TF1 depuis 2004. Elle est présentée par Nikos Aliagas depuis 2011, après Flavie Flament (2004-2008) et Sandrine Quétier (2009).
Un échantillon de Français choisi par TF1 vote pour élire leur chanson française préférée de l'année écoulée.
Amir détient le record de chanson de l'année avec quatre trophées en 2017, 2019, 2022 et 2023. Suit derrière Kendji Girac, remportant trois trophées en 2015, 2016 et 2018. Christophe Maé, gagnant aux éditions de 2008 et 2014, et Florent Pagny, gagnant aux éditions de 2004 et 2021.

## Palmarès
- 2004 : Ma liberté de penser - Florent Pagny
- 2005 : Face à la mer - Calogero feat. Passi
- 2006 : Aimer jusqu'à l'impossible - Tina Arena
- 2007 : Aux arbres citoyens - Yannick Noah
- 2008 : Belle demoiselle - Christophe Maé
- 2009 : La semaine prochaine - Marc Lavoine[1]
- 2010 : Je veux - Zaz[2]
- 2011 : L'horloge tourne - Mickaël Miro[3]
- 2012 : Le jour se lève - Garou[4]
- 2014 : Tombé sous le charme - Christophe Maé[5]
- 2015 :  Andalouse - Kendji Girac[6]
- 2016 : Me quemo - Kendji Girac[7]
- 2017 : On dirait - Amir[8]
- 2018 : Maria Maria - Kendji Girac[9]
- 2019 : Longtemps - Amir[10]
- 2020 : Avant toi - Vitaa & Slimane[11]
- 2021 : J’y vais - Patrick Fiori & Florent Pagny[12]
- 2022 : Rétine - Amir[13]
- 2023 : Ce soir - Amir

## Chansons en compétition

### 2004
Diffusée sur TF1 le 5 juin 2004.
- Gagnant : Ma liberté de penser - Florent Pagny

### 2005
Enregistrée sur le Plateau 900 des Studios de la Montjoie à La Plaine Saint Denis et diffusée sur TF1 le 21 juin 2005.
- Gagnant : Face à la mer - Calogero feat. Passi
- Autres participants :
  - Ma Révolution - Jenifer
  - Caravane - Raphaël
  - Jean-Louis Aubert
  - Benabar

(Manque d'informations pour compléter la liste des participants, ainsi que leurs titres en compétition.)

### 2006
Depuis le Plateau 900 des Studios de la Montjoie à La Plaine Saint Denis et diffusée sur TF1 le 12 juillet 2006.
Pour cette édition, plus de 50 chansons étaient en compétition.
- Gagnant : Aimer jusqu'à l'impossible - Tina Arena
- Autres participants :
  - Elle me contrôle - M. Pokora
  - Schengen - Raphaël
  - Ailleurs - Jean-Louis Aubert
  - Le Papa Pingouin - Pigloo
  - Gabriel - Najoua Belyzel
  - Si en plus y'a personne - Alain Souchon
  - Ta douleur - Camille

### 2007
En direct du Plateau 900 des Studios de la Montjoie à La Plaine Saint Denis le 1er juin 2007.
- Gagnant : Aux arbres citoyens - Yannick Noah
- Autres participants :
  - Butterfly - Superbus
  - T'es parti - Shy’m
  - Monsoon - Tokio Hotel
  - Mauvaise foi nocturne - Fatal Bazooka feat. Vitoo

(Manque d'informations concernant les autres participants.)

### 2008
En direct du Plateau 900 des Studios de la Montjoie à La Plaine Saint Denis le 6 juin 2008.
- Gagnant : Belle demoiselle - Christophe Maé
- Autres participants :
  - Je vais vite - Lorie
  - Tourner ma page - Jenifer
  - Il avait les mots - Sheryfa Luna
  - Le vent de l'hiver - Raphaël
  - New Soul - Yael Naim
  - Dis-moi - BB Brunes
  - Je suis un homme - Zazie
  - Ding dang dong - Les Rita Mitsouko
  - Mademoiselle Juliette - Alizée
  - La Lettre - Renan Luce
  - J'aime plus Paris - Thomas Dutronc
  - La Robe et l'Echelle - Francis Cabrel
  - Jacques a dit - Christophe Willem
  - Le Manège - Stanislas
  - C'est chelou - Zaho
  - Divine Idylle - Vanessa Paradis
  - No Stress - Laurent Wolf
  - Parle à ma main - Fatal Bazooka feat. Yelle

### 2009
Enregistrée au Palais des Sports de Paris le 14 décembre 2009 et diffusée sur TF1 le 30 décembre 2009.
- Gagnant : La semaine prochaine - Marc Lavoine[1]
- Les autres titres en compétition :
  - Les filles adorent - PZK
  - We are Golden - Mika
  - On and on - Agnes
  - Fan - Pascal Obispo
  - Heartbox - Christophe Willem
  - L'Assasymphonie - Mozart, l'opéra rock
  - J'aimerais tellement - Jena Lee
  - Automatic - Tokio Hotel
  - C'est dit - Calogero
  - Au bord de l'eau - Gérald de Palmas

### 2010
Enregistrée au Palais des Sports de Paris le 13 décembre 2010 et diffusée sur TF1 le 7 janvier 2011.
- Gagnant : Je veux - Zaz[2]
- Les autres titres en compétition :
  - Alors on danse - Stromae
  - Non, non, non - Camélia Jordana
  - Je danse - Jenifer
  - Danse - Grégoire
  - C'est bientôt la fin - Mozart, l'opéra rock
  - Ca me regarde - Yannick Noah
  - La grande amour - Valérie Lemercier & Marc Lavoine
  - Être et avoir - Zazie
  - Je ne sais pas - Joyce Jonathan
  - C'est d'ici que je vous écris - Calogero
  - Soul Man - Ben l'oncle soul
  - Petite misère - Raphaël
  - Peut-être que peut-être - Patrick Fiori
  - Je me lâche - Christophe Maé
  - Demain sera parfait - Jean-Louis Aubert
  - J'avais besoin d'être là - Garou
  - Je sais - Shy'm

### 2011
Enregistrée au Palais des Sports de Paris le 12 décembre 2011 et diffusée sur TF1 le 30 décembre 2011.
- Gagnant : L'horloge tourne - Mickaël Miro[14]
- Les autres titres en compétition[15] :
  - J'aimerais trop - Keen'V
  - Demain - Thomas Dutronc
  - L'Amour fou - Jenifer
  - En apesanteur - Shy'm
  - Mon vieux - Les Prêtres
  - Tri martolod - Nolwenn Leroy
  - Jeanne - Laurent Voulzy
  - Un peu de blues - Christophe Maé
  - Hôtel des Caravelles - Julien Clerc
  - French Cancan - Inna Modja
  - Aurélie - Colonel Reyel
  - Il nous faut - Élisa Tovati & Tom Dice
  - Politiquement correct - Bénabar
  - 1, 2, 3 & En transe... Ylvanie - Dracula, l'amour plus fort que la mort
  - Le jour et la nuit - Alain Souchon
  - Laisse tomber tes problèmes - Collectif Métissé
  - L'écho des dimanches - Patrick Fiori & Zucchero
  - Cool - Christophe Willem
  - Ma Bataille - Adam & Eve

### 2012
Enregistrée au Palais des Sports de Paris le 10 décembre 2012 et diffusée sur TF1 le 29 décembre 2012.
- Gagnant : Le jour se lève - Garou[16]
- Les autres titres en compétition :
  - L'Attente - Johnny Hallyday
  - J'ai vu la lumière - Marc Lavoine
  - On est là - M. Pokora
  - Lequel de nous - Patrick Bruel
  - Tu m'avais dit - Pascal Obispo
  - Le Sens de la vie - Tal
  - Et alors ! - Shy'm
  - Juste pour me souvenir - Nolwenn Leroy
  - L'Amour et moi - Jenifer
  - Tomber dans ses yeux - 1789 : Les Amants de la Bastille
  - Ma chance - Amel Bent
  - Avant qu'elle parte - Sexion d'assaut
  - Manager - Raphael

### 2014
Enregistrée au Zénith de Paris les 10 et 11 juin 2014 et diffusée sur TF1 le 14 juin 2014.
- Gagnant : Tombé sous le charme - Christophe Maé[17]
- Les autres titres en compétition :
  - Beau Malheur - Emmanuel Moire
  - Bésame mucho - Vincent Niclo
  - Blonde - Alizée
  - Ça ira - Joyce Jonathan
  - Dernière Danse - Indila
  - Elles - Patrick Fiori
  - Formidable - Stromae
  - Infunde Amorem - Les Prêtres
  - La Belle Vie - Forever Gentlemen (Roch Voisine & Dany Brillant et Damien Sargue)
  - Le Graal - Kyo
  - Le Grand Amour - Pascal Obispo
  - Le Passé - Tal
  - On court - Yannick Noah
  - On ira - Zaz
  - Paris by Night - Bénabar
  - Paris-Seychelles - Julien Doré
  - Scorpion - Bernard Lavilliers
  - She's Gone - Patrick Bruel
  - Un jour au mauvais endroit - Calogero
  - Voilà ce sera toi - Jean-Louis Aubert

### 2015
En direct des Arènes de Nîmes le 20 juin 2015.
- Gagnant : Andalouse - Kendji Girac[19]
- Les autres titres en compétition[20] :
  - Mieux que nous - M. Pokora & Soprano
  - Avenir - Louane
  - Homeless - Marina Kaye
  - Alone - Selah Sue
  - Sweet Darling - Fréro Delavega
  - Christine - Christine and the Queens
  - Avant toi - Calogero
  - Titanium - Madilyn Bailey
  - Allongés dans l'herbe - Thomas Dutronc

### 2016
En direct des Arènes de Nîmes le 17 juin 2016.
- Gagnant : Me Quemo - Kendji Girac[21]
- Les autres titres en compétition[22] :
  - On écrit sur les murs - Kids United
  - Cosmo - Soprano
  - Il est où le bonheur ? - Christophe Maé
  - Je te déteste - Vianney
  - Maman - Louane
  - J'ai cherché - Amir
  - Corsica - Patrick Fiori & Patrick Bruel
  - Come - Jain
  - Promis juré - Lilian Renaud

### 2017
En direct des Arènes de Nîmes le 17 juin 2017.
- Gagnant : On dirait - Amir[23]
- Les autres titres en compétition[24] :
  - Je joue de la musique - Calogero
  - Riche - Claudio Capéo
  - Le Lac - Julien Doré
  - Chocolat - Lartiste feat. Awa Imani
  - Gemme - Nolwenn Leroy
  - Marcel - Christophe Maé
  - Le présent d'abord - Florent Pagny
  - Frérot - Slimane
  - Roule - Soprano
  - Le temps qu'il faut - Tal
  - Je m'en vais - Vianney

### 2018
En direct des Arènes de Nîmes le 8 juin 2018.
- Gagnant : Maria Maria - Kendji Girac[25]
- Les autres titres en compétition[26] :
  - Dommage - Bigflo et Oli
  - La Même - Gims & Vianney
  - Mafiosa - Lartiste Feat. Caroliina
  - Viens on s’aime - Slimane
  - Reine - Dadju
  - Un peu de rêve - Vitaa & Claudio Capéo
  - Fallait pas - Marwa Loud
  - Si t'étais là - Louane
  - Fête de trop - Eddy De Pretto
  - Chez nous - Patrick Fiori & Soprano
- Prix d'honneur : Soprano

### 2019
Enregistrée aux Arènes de Nîmes les 16 et 18 mai 2019 et diffusée sur TF1 le 15 juin 2019.
- Gagnant : Longtemps - Amir[28]
- Les autres titres en compétition[29] :
  - Tout oublier - Angèle feat. Romeo Elvis
  - Copines - Aya Nakamura
  - Allez reste - Boulevard des Airs & Vianney
  - La Grenade - Clara Luciani
  - Ta main - Claudio Capéo
  - Ma dernière lettre - David Hallyday
  - Khapta - Heuss l'Enfoiré feat. Sofiane
  - Notre Idylle - Jenifer
  - Tu donnes - Jérémy Frérot
  - J'courais - Keen'V
  - Tiago - Kendji Girac
  - Les Planètes - M. Pokora
  - Pas eu le temps - Patrick Bruel
  - Les Gens qu'on aime - Patrick Fiori
  - Puerto Rico - Shy'm
  - À la vie à l'amour - Soprano
  - À nos souvenirs - Trois Cafés Gourmands
  - Je te le donne - Vitaa & Slimane
  - Qué vendrá - Zaz
  - Speed - Zazie

### 2020
Enregistrée le 11 juin au Jardin du Palais-Royal et diffusé le 12 juin 2020.
- Gagnant : Avant toi - Vitaa & Slimane (18,56%)
- Les autres titres en compétition[31] :
  - Ma sœur - Clara Luciani (3%)
  - Moulaga - Heuss l'Enfoiré (13%)
  - Ma jolie - Claudio Capéo (8%)
  - Bobo au cœur - Dadju (4%)
  - Retourner là-bas - Jean-Baptiste Guégan (3%)
  - Donnez-moi - Les Frangines (2%)
  - Facile - Camélia Jordana (10%)
  - N'attendons pas - Vianney (4%)
  - Amour Censure - Hoshi (9%)
  - Comment est ta peine - Benjamin Biolay (1%)
  - Ne reviens pas - Gradur feat. Heuss l'Enfoiré (6%)
  - Je danse encore - Bilal Hassani (18,54%)
  - Bim bam toi - Carla (3%)
  - Meleğim - Soolking feat. Dadju (9%)
  - A l'horizontale - Aloïse Sauvage (3%)
- Prix d'honneur[32] : Indochine

### 2021
Enregistrée au Château de Chambord les 3 et 4 juin 2021 et diffusée sur TF1 le 5 juin 2021.
- Gagnant : J’y vais - Patrick Fiori & Florent Pagny (17 %)
- Les autres titres en compétition[34] :
  - Nous - Julien Doré (1%)
  - Derrière le brouillard - Grand Corps Malade & Louane (2%)
  - Le Reste - Clara Luciani (4 %)
  - 1,2,3 - Amel Bent feat. Hatik (12%)
  - Évidemment - Kendji Girac (15%)
  - Un homme - Jérémy Frérot (2%)
  - Pour de vrai - Vianney (8%)
  - Jusqu'ici tout va bien - Gims (11%)
  - Silence - Camélia Jordana (3%)
  - Carrousel - Amir & Indila (4%)
  - Coco - Wejdene (3%)
  - De l’or - Vitaa & Slimane (13%)
  - Si on disait - M. Pokora feat. Dadju (6%)
  - Les cours d’eau - Pomme (1%)
  - Donne-moi ton cœur - Louane (4%)
  - Le Temps - Tayc (14%)
  - Bateaux-mouches - Eddy De Pretto (2%)
- Prix d'honneur : Julien Clerc

### 2022
Enregistrée sur les Plages du Mourillon à Toulon le 3 juin 2022 et diffusée le 4 juin 2022 sur TF1
- Gagnant : Rétine - Amir
- Les autres titres en compétition[37]:
  - À la vie qu'on mène - Jérémy Frérot
  - Best life - Naps
  - Clic clic pan pan - Yanns
  - Conquistador - Kendji Girac
  - D.O.D.O. - Tayc
  - Et bam - Mentissa
  - Le Dernier Jour du disco - Juliette Armanet
  - Libre - Angèle
  - Mamma - Claudio Capéo
  - Outété - Keen'V
  - Suavemente - Soolking
  - Tu t'en iras - La Zarra

### 2023
En direct des Arènes de Nîmes le 17 juin 2023.
- Gagnant : Ce soir - Amir
- Les autres titres en compétition[39] :
  - Dépassé - Nuit Incolore
  - Des milliers de je t'aime - Slimane
  - Encore - Kendji Girac & Florent Pagny
  - In the Stars - Benson Boone feat. Philippine Lavrey
  - Keep it Simple - Vianney feat. Mika
  - La Goffa Lolita - La Petite Culotte
  - Mon cœur - Izïa
  - Ne pars pas - Keen'V
  - Nous deux - Ridsa
  - Qu'importe - Juliette Armanet
  - Secret - Louane
  - Si j'avais su - Claudio Capéo
  - Un jour je marierai un ange - Pierre de Maere
- Prix de la chanson la plus streamée : Die - Gazo

## Audiences
| Émission | Diffusion        | Téléspectateurs | Parts de marché (sur les 4 ans et plus) | Classement des audiences de la soirée | Référence |
| -------- | ---------------- | --------------- | --------------------------------------- | ------------------------------------- | --------- |
| 1        | 5 juin 2004      | 4 906 000       | 29,2 %                                  | 1er                                   | [ 40 ]    |
| 2        | 21 juin 2005     | 5 063 000       | 29,1 %                                  | 1er                                   | [ 41 ]    |
| 3        | 12 juillet 2006  | 5 550 000       | 30,2 %                                  | 1er                                   | [ 42 ]    |
| 4        | 1er juin 2007    | 6 000 000       | 28,9 %                                  | 1er                                   | [ 43 ]    |
| 5        | 6 juin 2008      | 4 777 000       | 24,6 %                                  | 1er                                   |           |
| 6        | 30 décembre 2009 | 4 321 000       | 19,2 %                                  | 1er                                   | [ 44 ]    |
| 7        | 7 janvier 2011   | 4 960 000       | 20,9 %                                  | 2e                                    |           |
| 8        | 30 décembre 2011 | 5 334 000       | 22,6 %                                  | 1er                                   | [ 45 ]    |
| 9        | 29 décembre 2012 | 5 053 000       | 23,2 %                                  | 1er                                   | [ 46 ]    |
| 10       | 14 juin 2014     | 3 729 000       | 20,5 %                                  | 1er                                   | [ 47 ]    |
| 11       | 20 juin 2015     | 3 931 000       | 25,2 %                                  | 1er                                   | [ 48 ]    |
| 12       | 17 juin 2016     | 3 232 000       | 17,7 %                                  | 2e                                    | [ 49 ]    |
| 13       | 17 juin 2017     | 3 297 000       | 20,4 %                                  | 1er                                   | [ 50 ]    |
| 14       | 8 juin 2018      | 3 804 000       | 21 %                                    | 1er                                   | [ 51 ]    |
| 15       | 15 juin 2019     | 2 904 000       | 15,9 %                                  | 3e                                    | [ 52 ]    |
| 16       | 12 juin 2020     | 3 491 000       | 17,1 %                                  | 2e                                    | [ 53 ]    |
| 17       | 5 juin 2021      | 3 484 000       | 18,8 %                                  | 2e                                    | [ 54 ]    |
| 18       | 4 juin 2022      | 2 633 000       | 16,9 %                                  | 2e                                    | [ 55 ]    |
| 19       | 17 juin 2023     | 2 425 000       | 16,5 %                                  | 3e                                    | [ 56 ]    |

Légende
Sur fond vert : plus hauts chiffres d'audiences
Sur fond rouge : plus bas chiffres d'audiences